# Павсаний (комендант Сард)
Павсаний (др.-греч. Παυσανίας; IV век до н. э.) — македонский комендант акрополя столицы Лидии Сард. По одной из версий, впоследствии поступил на службу к Антигону и погиб в битве с Лисимахом в 312 году до н. э.

## Биография
По предположению канадского исследователя В. Хеккеля, Павсаний мог происходить из благородного рода, так как был одним из гетайров Александра Македонского.
В 334 году до н. э. Сарды, охраняемые Михраном, без боя сдались македонскому царю во время его Восточного похода. По замечанию И. Дройзена, столица Лидии была важным пунктом в стратегическом плане царя Александра, воротами к центральным землям Малой Азии. Сатрапом страны стал Асандр. Одновременно на пост коменданта сардской цитадели был назначен Павсаний. Грек Никий стал ответственным за финансовую часть. В связи с этим А. Олмстед отметил, что в Лидии Александром было сохранено деление власти в сатрапии по персидскому образцу: между тремя разными должностными лицами. По мнению В. Хеккеля, Павсаний подчинялся Асандру.
Исторические источники не сообщают о дальнейшей судьбе Павсания. По предположению В. Хеккеля, не исключена возможность, что этот Павсаний тождественен своему тёзке, военачальнику Антигона I Одноглазого, в 313/312 году до н. э. пытавшемуся освободить осаждённый армией Лисимаха город Каллатис. Однако Лисимах, оставив небольшой отряд для продолжения осады, с основным войском застал Павсания врасплох. Сам военачальник был убит, а его воины перешли на сторону Лисимаха или были отпущены за выкуп.